# قاعة السمفونية في بوسطن
قاعة السمفونية في بوسطن هي قاعة موسيقى تقع فيبوسطن،ماساتشوستس.تم افتتاح القاعة في 15 أكتوبر 1900م.